# Pachyegis princeps
Pachyegis princeps is een mosdiertjessoort uit de familie van de Fatkullinidae. De wetenschappelijke naam van de soort is, als Porella princeps, voor het eerst geldig gepubliceerd in 1903 door Norman.